# مرا بزن (فیلم)
مرا بزن یا به من ضربه بزن (به انگلیسی: Hit Me) فیلمی محصول سال ۱۹۹۶ و به کارگردانی استیون شینبرگ است. در این فیلم بازیگرانی همچون الیاس کوتیاس، لوری مارساک، ویلیام اچ میسی، جی لگت، بروس رمزی، کوین جی اکونر، فیلیپ بیکر هال، هاینگ اس. انگور و جک کانلی ایفای نقش کرده‌اند.